# Glasfassade

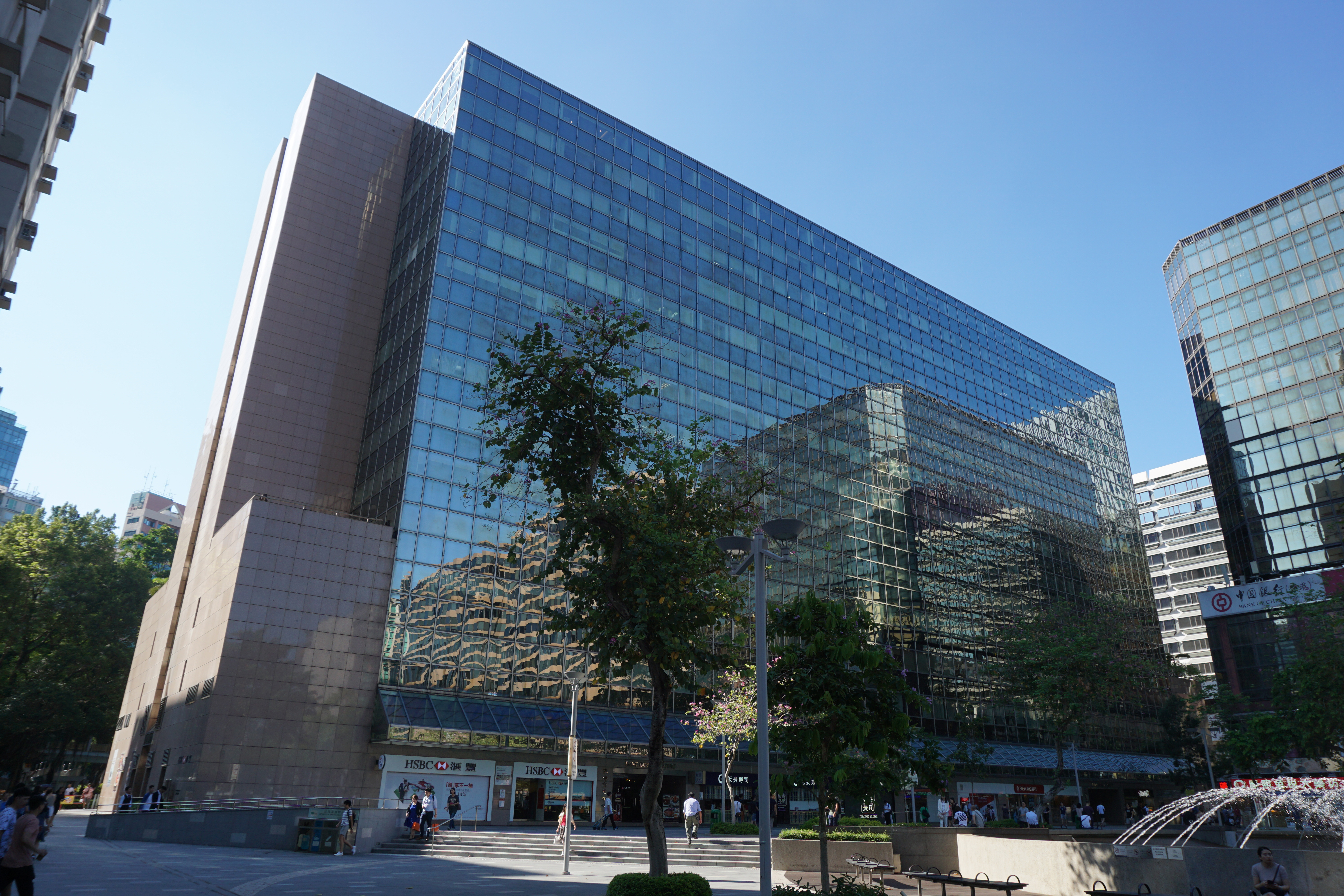
Hochhäuser mit Glasfassade im Hongkonger Stadtteil Tsim Sha Tsui

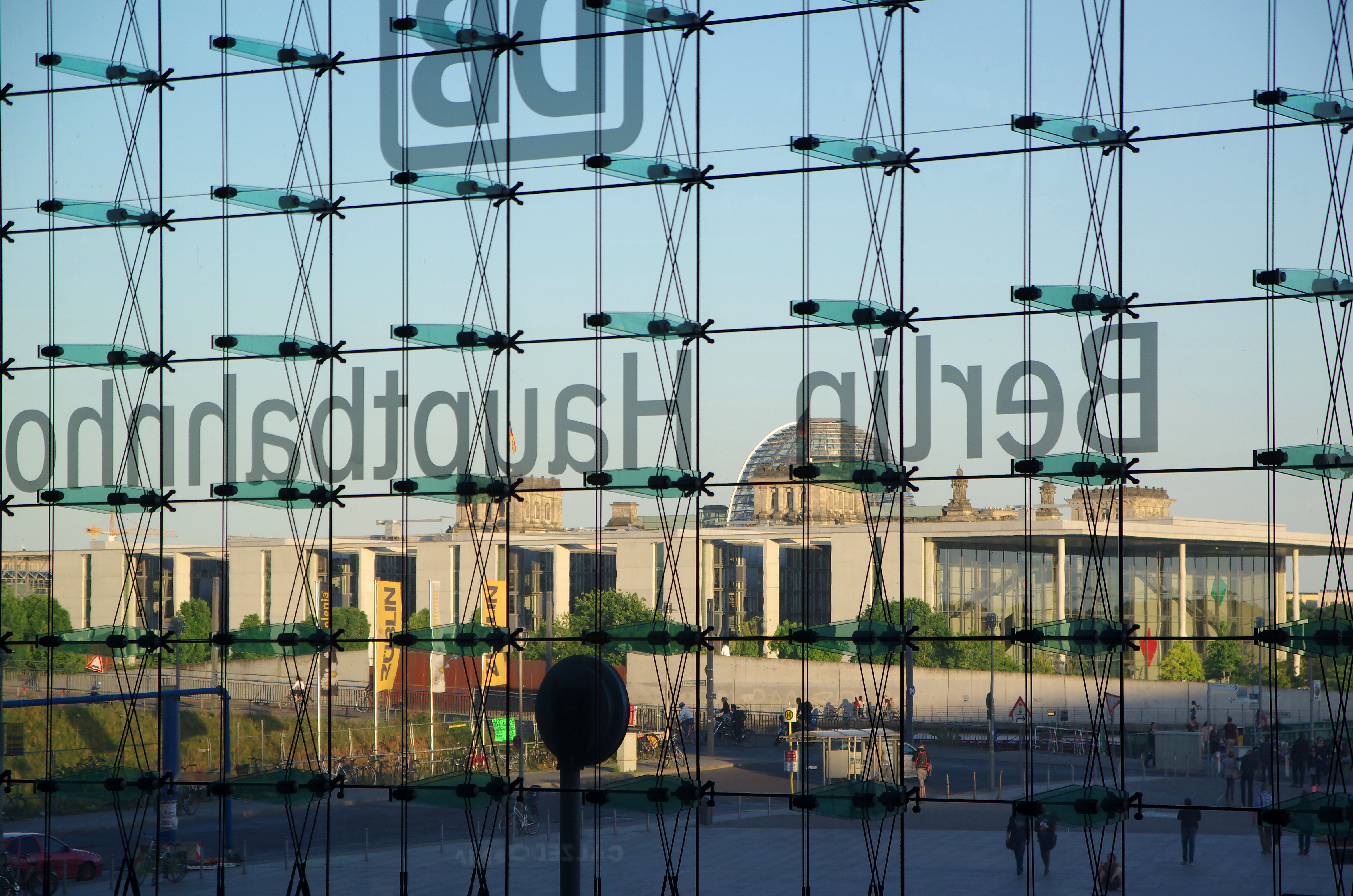
Eingangsfassade des Berliner Hauptbahnhofs aus Drahtseilen und Glas

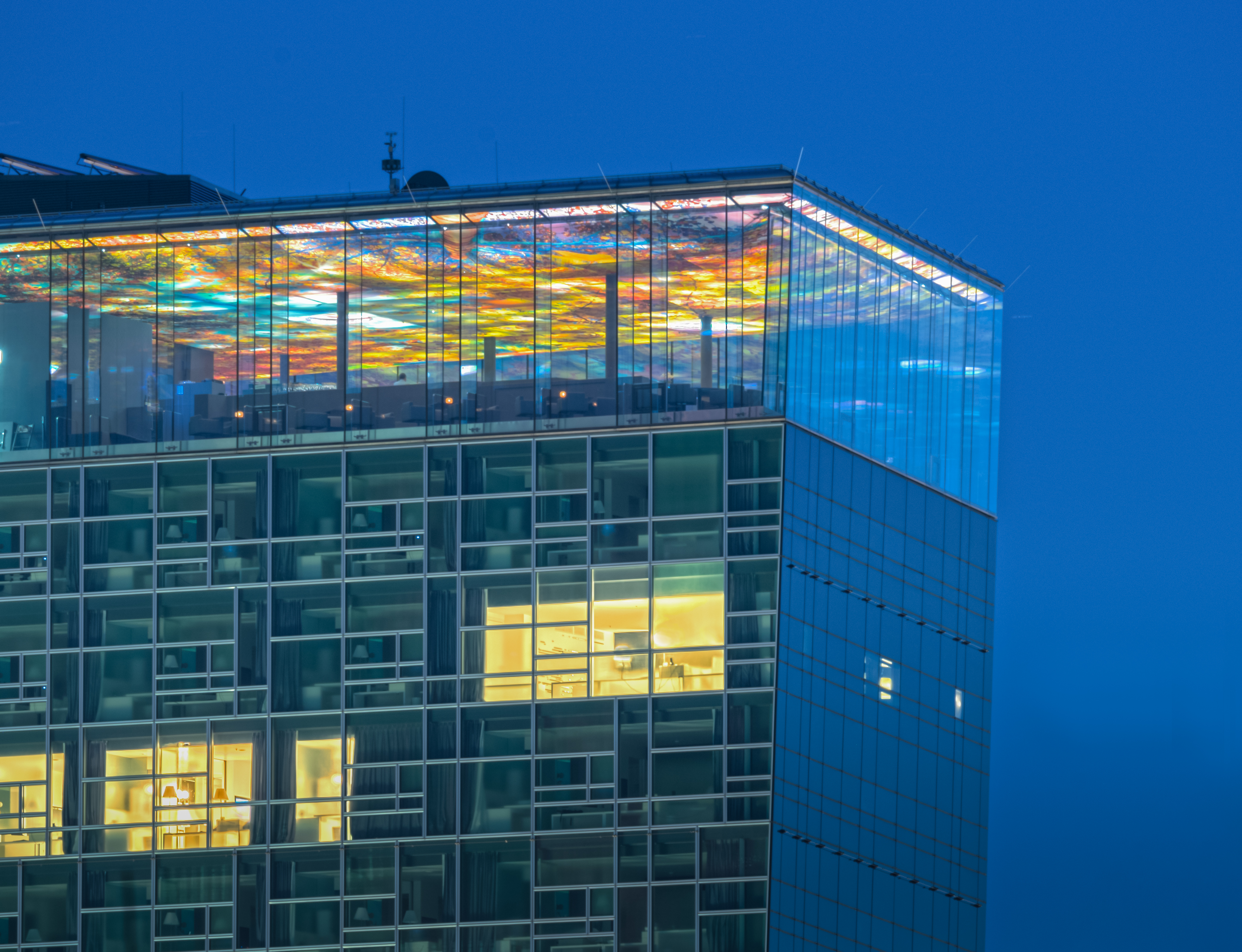
Transparenz bei nächtlicher Innenbeleuchtung (Nouvel-Tower Wien)

Eine Glasfassade ist die hauptsächlich aus Glas bestehende Außenwand eines Gebäudes. Da das Material nicht die Last des Gebäudes tragen kann, werden Glasfassaden oft als vom Tragwerk des Gebäudes getrennte Vorhangfassaden ausgeführt. Vereinzelt kommen auch Glasbausteine oder Betonglas als dekorative Elemente ohne statische Funktion zum Einsatz.
Glasfassaden werden vor allem in der modernen Architektur als Stilmittel verwendet, um die Offenheit des Gebäudes oder der in ihm befindlichen Institution darzustellen. Die industrielle Produktion von Flachglas ermöglichte die zunehmende Nutzung des Materials beim Hausbau.

## Eigenschaften
Die Wahl des Materials ermöglicht die Beleuchtung des Innenraums mit natürlichem Licht. Zudem kann die entsprechende Architektur luftiger und leichter erscheinen. Die Sonneneinstrahlung kann den Innenraum erwärmen – was bei entsprechenden Temperaturen unangenehm werden kann. Andersherum kann bei schlecht isolierendem Glas die Raumwärme nach außen abgeleitet werden. Durch die Wahl verschiedener Sorten von Glas, zum Beispiel von Mehrscheiben-Isolierglas oder Sonnenschutzglas, können Licht und Erwärmung des Innenraums reguliert werden. Eine andere Lösung bietet die Fassade des New York Times Towers. Sie ist mit tausenden kleinen transparenten Keramikröhren durchzogen, die für einen wirksamen Temperaturausgleich sorgen sollen. Verspiegelungen des Außenglases ermöglichen einen Sichtschutz und weitere Gestaltungsmöglichkeiten. Zu berücksichtigen ist bei der Wahl des Materials einer Glasfassade auch die notwendige Stabilität, die unter anderem durch die Wahl der Glashalterungen bestimmt wird. Hagel und Winddruck können zu Glasbruch führen, gerade bei Wolkenkratzern sind die Belastungen für Glasscheiben in großen Höhen enorm.
Glasfronten bilden eine Gefahr für Vögel. Sie sehen das Glas entweder wegen der Transparenz nicht oder nehmen in Spiegelungen eine Landschaft im Innenraum wahr. Auch Lichtquellen im Innenraum können Vögel anlocken.

## Beispiele für Probleme der Verwendung

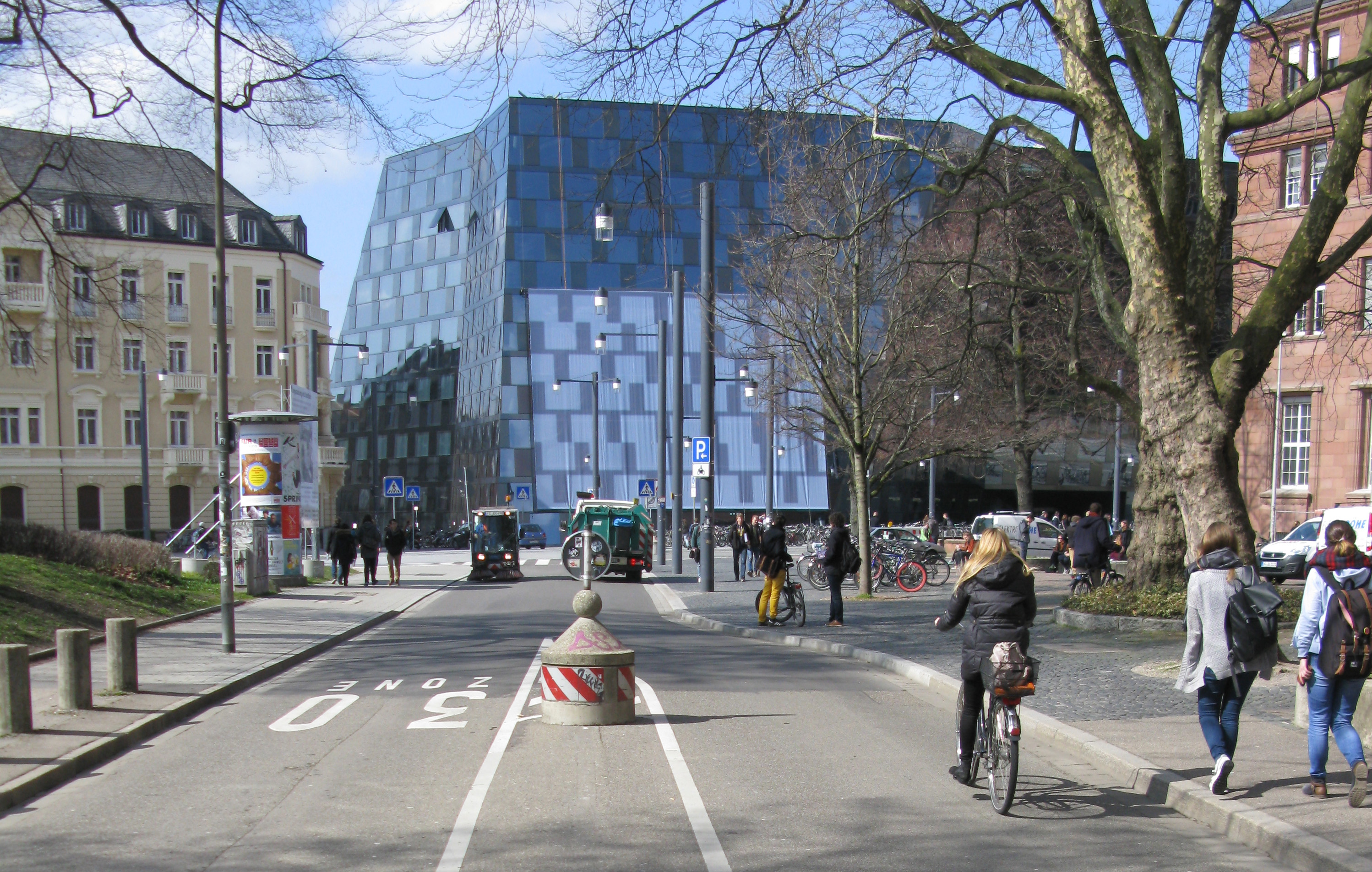
Glasfassade der Universitätsbibliothek Freiburg mit Sonnensegel

2013 kam es durch die Verglasung des Hochhauses 20 Fenchurch Street in London zu einem ungewollten Effekt: Wie ein Hohlspiegel bündelte die Glasfront des Gebäudes die Sonnenstrahlen und verursachte so Schäden an geparkten Autos in der Umgebung. Selbst Spiegeleier konnte man in der gebündelten Strahlung braten.
Die gläserne Fassade an der Südostecke des Neubaus der Universitätsbibliothek Freiburg blendete im Frühjahr 2014 die Verkehrsteilnehmer derart, dass sie seitdem bei tief stehender Sonne im Frühjahr und Herbst mit einem Sonnensegel verhüllt wird.

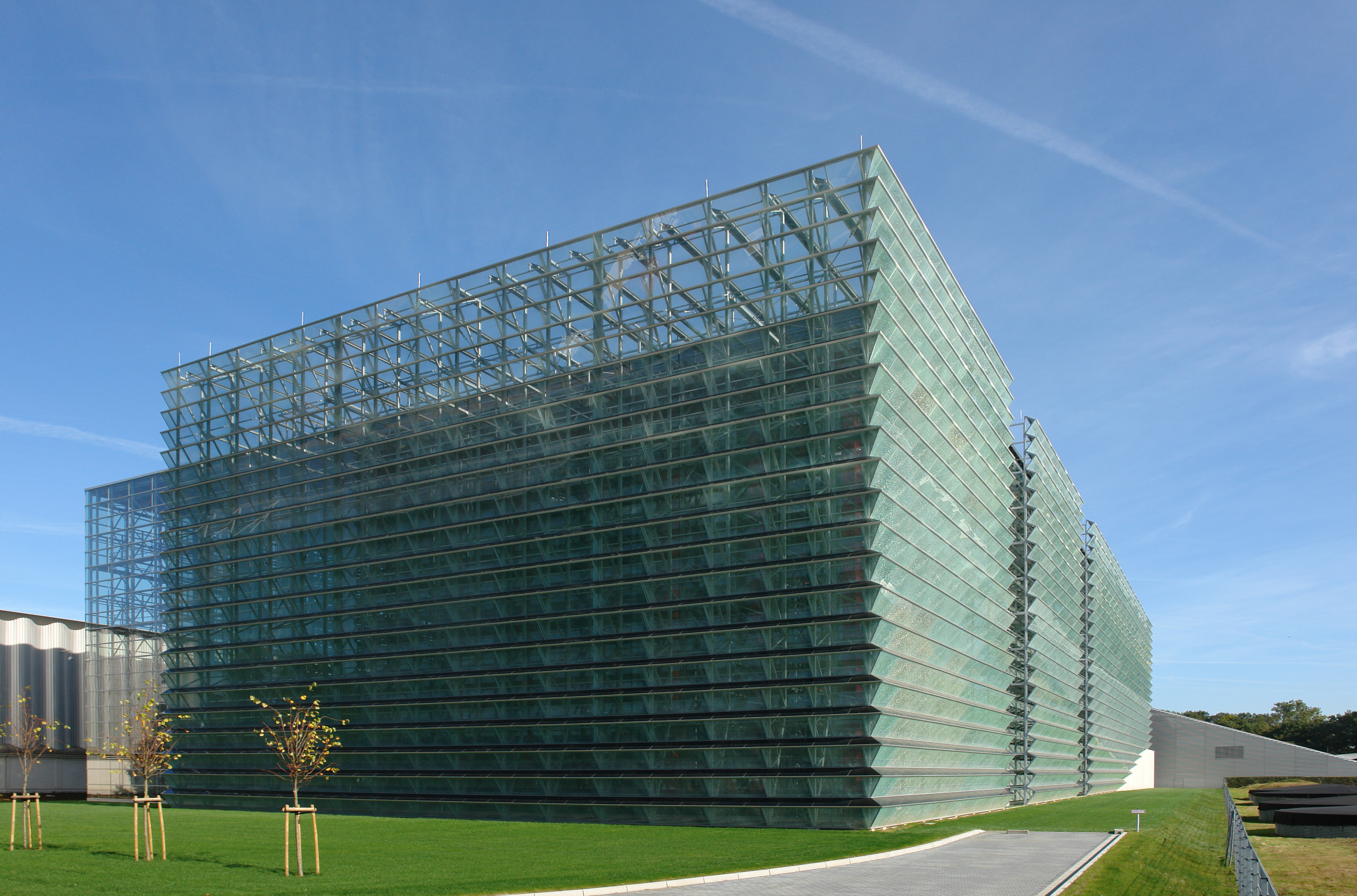
gefaltete Solarmembran mit Solarmodulen, die zugleich zur Verschattung dienen

## Konstruktionen

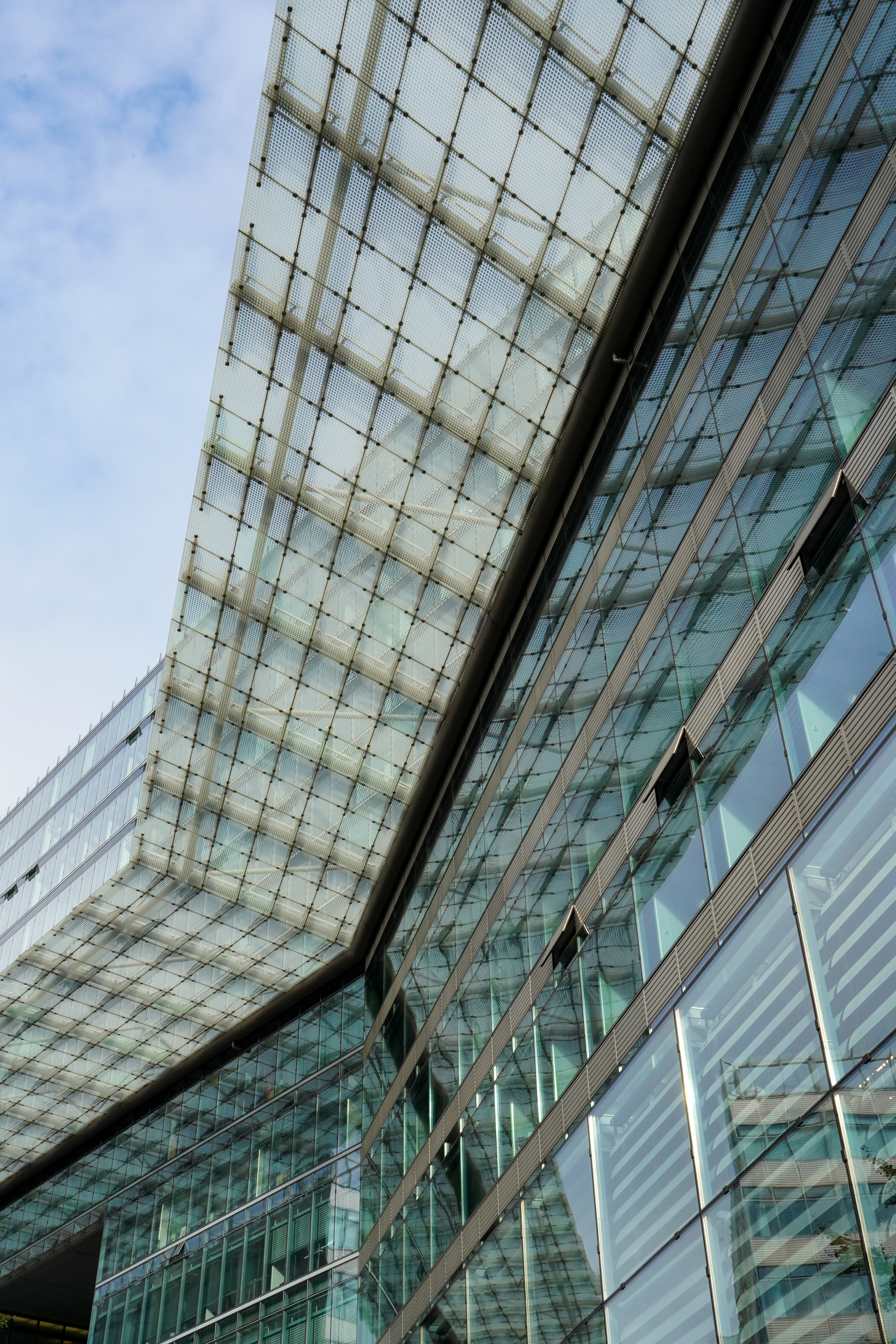
Glasfassade des Neuen Kranzler Ecks, gestaltet von Helmut Jahn

- Linienförmig gelagerte Verglasungen sind Verglasungen, in denen die Scheiben durchgehend liniengelagert sind.
- Punktgelagerte Verglasungen sind Verglasungen, die punktförmig mit einer Unterkonstruktion verbunden sind. Dabei kann die Punktlagerung:
  - In Bohrungen oder Ausschnitten mittels durchgehenden Punkthaltern oder
  - An den Scheibenecken oder -kanten mittels Klemmhaltern erfolgen.
- Structural-Glazing-Fassaden (SSGS-Fassaden) sind geklebte Ganzglasfassaden
- Vertikalverglasungen sind Verglasungen, die weniger als 10° gegen die Vertikale geneigt sind.
- Überkopfverglasungen sind Verglasungen, die mehr als 10° gegen die Vertikale geneigt sind.
- Begehbares Glas sind Verglasungen, die planmäßig begangen werden.
- Betretbares Glas sind Verglasungen, die nur zu Wartungs- und Reinigungszwecken betreten werden.

Linienlagerung
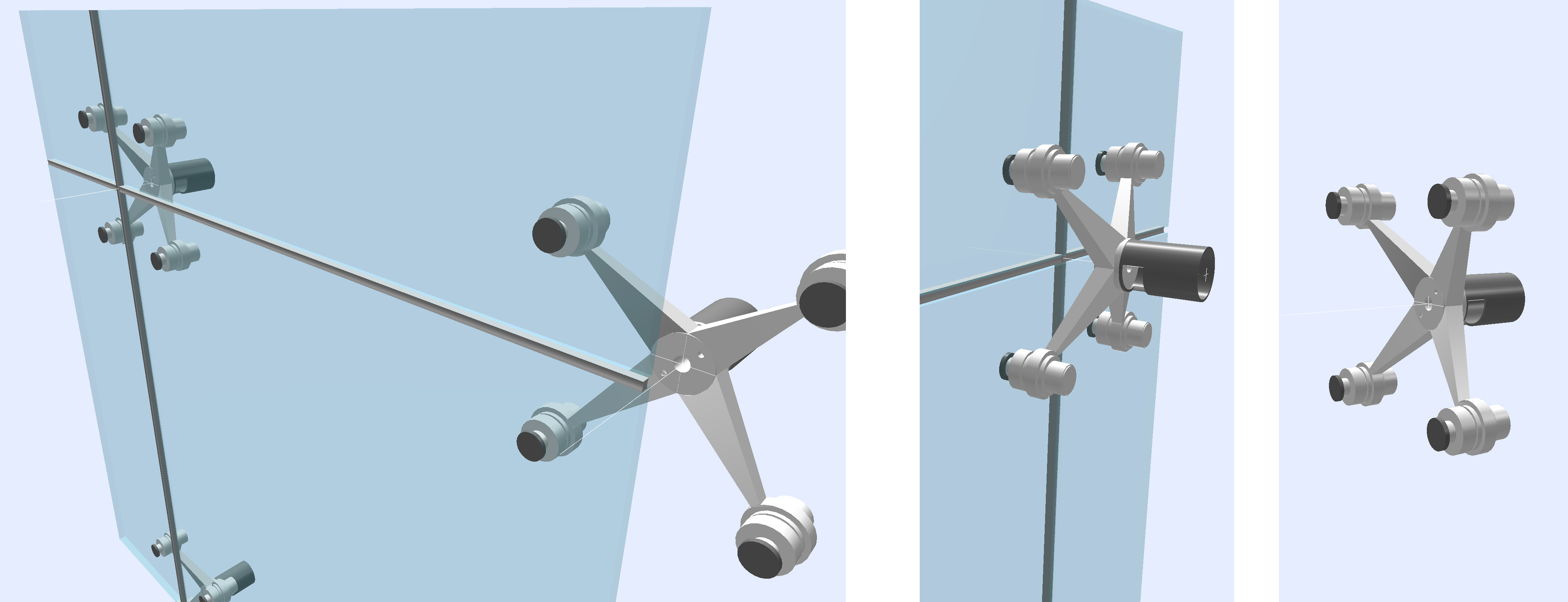
Punktbefestigung
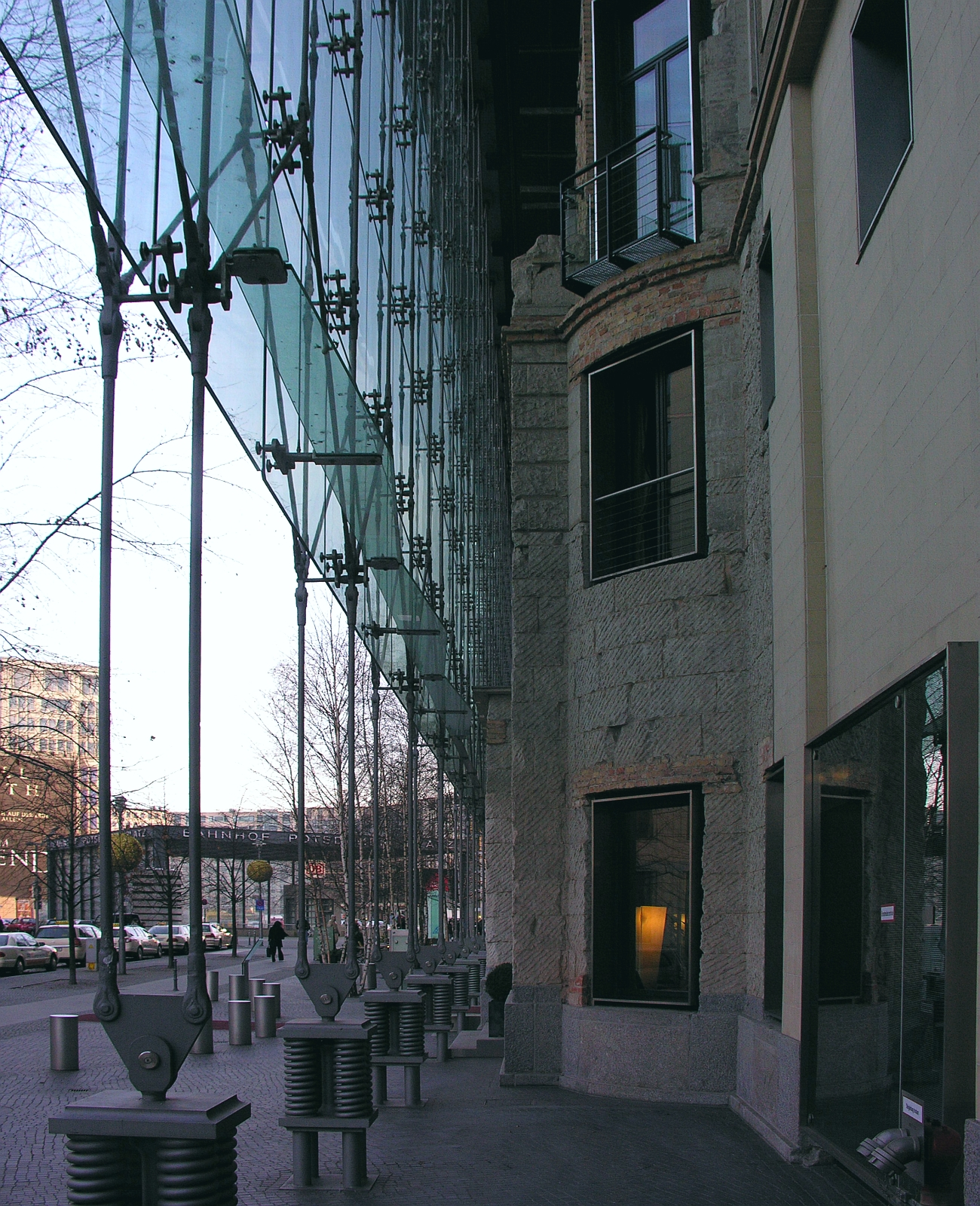
Punkthalterungen mit Seilnetzhinterspannung und aussteifenden Glasriegeln, Sony Center Berlin
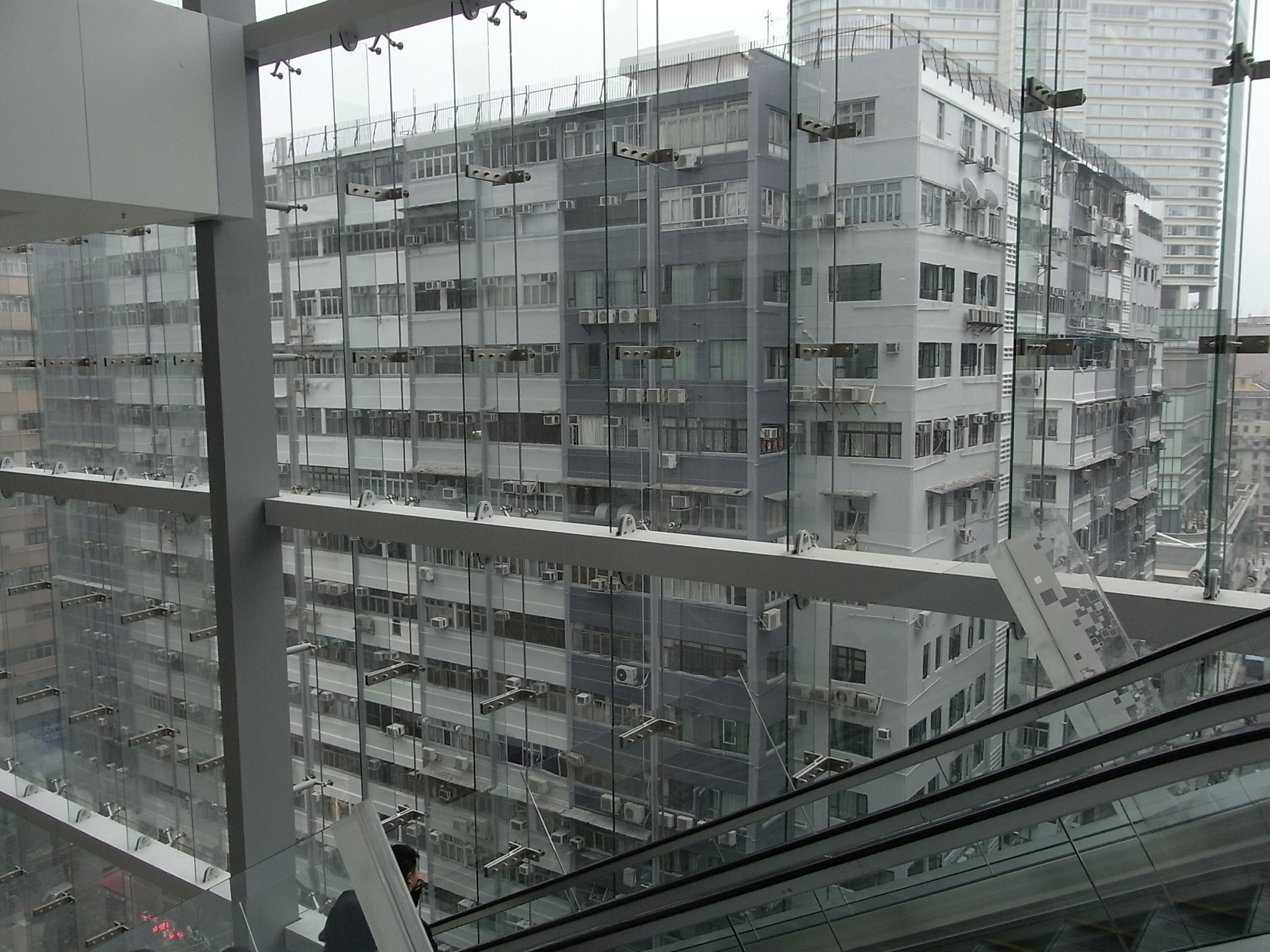
Punkthalterungen an Unterkonstruktion aus Glas-Profilen